# Ella Heckscher
Ella Bertha Amalia Heckscher, född 12 maj 1882 i Stockholm, död 24 juni 1964 i Uppsala domkyrkoförsamling, Uppsala
, var en svensk genealog. 
Heckscher, som var dotter till generalkonsuln, juris doktor Isidor Heckscher och Rosa Mayer, genomgick Anna Sandströms skola i Stockholm, Nya Elementarläroverket för flickor i Göteborg, Privata högre lärarinneseminariet i Stockholm samt handelsskola. Hon var kontorsbiträde hos Stockholms Läkarförening 1903–1905, byråföreståndare vid Folkbildningsförbundet 1907–1911, registrator vid Sveriges Industriförbund 1918, genealog vid Statens institut för rasbiologi 1922–1924 och innehavare av Genealogiska byrån i Uppsala 1918–1949. Hon upprättade ett hem för lungsjuka arbetarkvinnor i Stockholm 1914, var dess skattmästare från samma år samt sekreterare till 1935. Hon företog resor till Egypten 1912 och USA 1938. Hon var även ledare för flera kurser i släktforskning, främst vid Landsarkivet i Vadstena. Hon utgav Släktboken (1924) och Sex kapitel om släktforskning (1939). Heckscher var syster till nationalekonomen Eli Heckscher (1879–1952).
Hon är begravd på Uppsala gamla kyrkogård.